# Лим Чиоу Чуань
Лим Чиоу Чуань (англ. Lim Chiow Chuan, род. 24 февраля 1966) — малайзийский хоккеист (хоккей на траве), полевой игрок. Участник летних Олимпийских игр 1992 и 1996 годов, бронзовый призёр летних Азиатских игр 1990 года.

## Биография
Лим Чиоу Чуань родился 24 февраля 1966 года.
В 1990 году в составе сборной Малайзии завоевал бронзовую медаль хоккейного турнира летних Азиатских игр в Пекине.
В 1992 году вошёл в состав сборной Малайзии по хоккею на траве на летних Олимпийских играх в Барселоне, занявшей 9-е место. Играл в поле, провёл 7 матчей, забил 3 мяча (два в ворота сборной Аргентины, один — Объединённой команде).
В 1996 году вошёл в состав сборной Малайзии по хоккею на траве на летних Олимпийских играх в Атланте, занявшей 11-е место. Играл в поле, провёл 7 матчей, забил 2 мяча в ворота сборной США.
По окончании игровой карьеры стал тренером Азиатской федерации хоккея на траве. Проводит тренерские курсы в разных странах континента. В 2019 году был консультантом китайского «Ляонина».